# Pseudoleskeopsis claviramea
Pseudoleskeopsis claviramea är en bladmossart som beskrevs av Thériot 1929. Pseudoleskeopsis claviramea ingår i släktet Pseudoleskeopsis och familjen Leskeaceae. Inga underarter finns listade i Catalogue of Life.